# Johan Georg Forchhammer
Johan Georg Forchhammer (26 de julio de 1794 - 14 de diciembre de 1865) fue un mineralogista y geólogo danés.

## Primeros años de vida y educación
Forchhammer nació en Husum, Schleswig.  Estudió en las universidades de Kiel y Copenhagen de 1815 a 1818.

## Carrera
Forchhammer se unió entonces a Hans Christian Ørsted y Lauritz Esmarch en su exploración mineralógica de Bornholm, y participó considerablemente en las tareas de la expedición. 
En 1820 obtuvo su doctorado con un tratado químico De mangano, e inmediatamente después emprendió un viaje por Inglaterra, Escocia y las Islas Feroe. 
En 1823 fue nombrado profesor de química y mineralogía en la Universidad de Copenhague; en 1829 obtuvo un puesto similar en la recién creada escuela politécnica; y en 1831 fue nombrado profesor de mineralogía en la universidad, y en 1848 se convirtió en conservador del museo geológico.
Entre 1835 y 1837 realizó numerosas contribuciones al estudio geológico de Dinamarca. A la muerte de Hans Christian Ørsted en 1851, le sucedió como director de la escuela politécnica y secretario de la Academia de Ciencias. 
En 1850 inició con Japetus Steenstrup y Jens Jacob Asmussen Worsaae diversas publicaciones antropológicas que adquirieron gran reputación. Como instructor público, Forchhammer ocupó un lugar destacado y contribuyó poderosamente al progreso de sus estudios favoritos en su país natal. Se interesó por cuestiones prácticas como la introducción del gas en Copenhague, el establecimiento del cuerpo de bomberos en Rosenborgy la perforación de pozos artesianos.
En 1865, Johan Georg Forchhammer conjeturó que la proporción de las principales sales en muestras de agua de mar de diversos lugares era constante. Esta proporción constante se conoce como Principio de Forchhammer, o Principio de Proporciones Constantes. La teoría de Forchhhammer fue demostrada correcta en 1884 por el profesor William Dittmar tras un extenso análisis de muestras de agua de mar tomadas durante la expedición Challenger.
Entre sus obras más importantes se encuentran Lærebog i. de enkelte Radicalers Chemi (1842); Danmarks geognostiske Forhold (1835); Om de Bornholmske Kulformationer (1836); Dit myere Kridt i Danmark (1847); Bidrag til Skildringer af Danmarks geographiske Forhold i deres Afhængighed af Landets indre geognostiske Bygning (1858). Una lista de sus contribuciones a publicaciones científicas periódicas, danesas, inglesas y alemanas, se encuentra en el Catalogue of Scientific Papers publicado por la Royal Society de Londres. Una de las más interesantes y recientes es «On the Constitution of Sea Water at Different Depths and in Different Latitudes», en las Proceedings of the Roy. Soc. xii. (1862-1863).
Fue Comendador de la Orden de Dannebrog, y miembro de la Real Academia Danesa de Ciencias y Letras desde 1825. En 1863, fue elegido miembro extranjero de la Real Academia Sueca de las Ciencias. Murió en Copenhague.
Era hermano de August Friedrich Wilhelm Forchhammer, padre de Johannes Nicolai Georg Forchhammer, y abuelo de Johannes Georg Forchhammer. 

## Vida personal

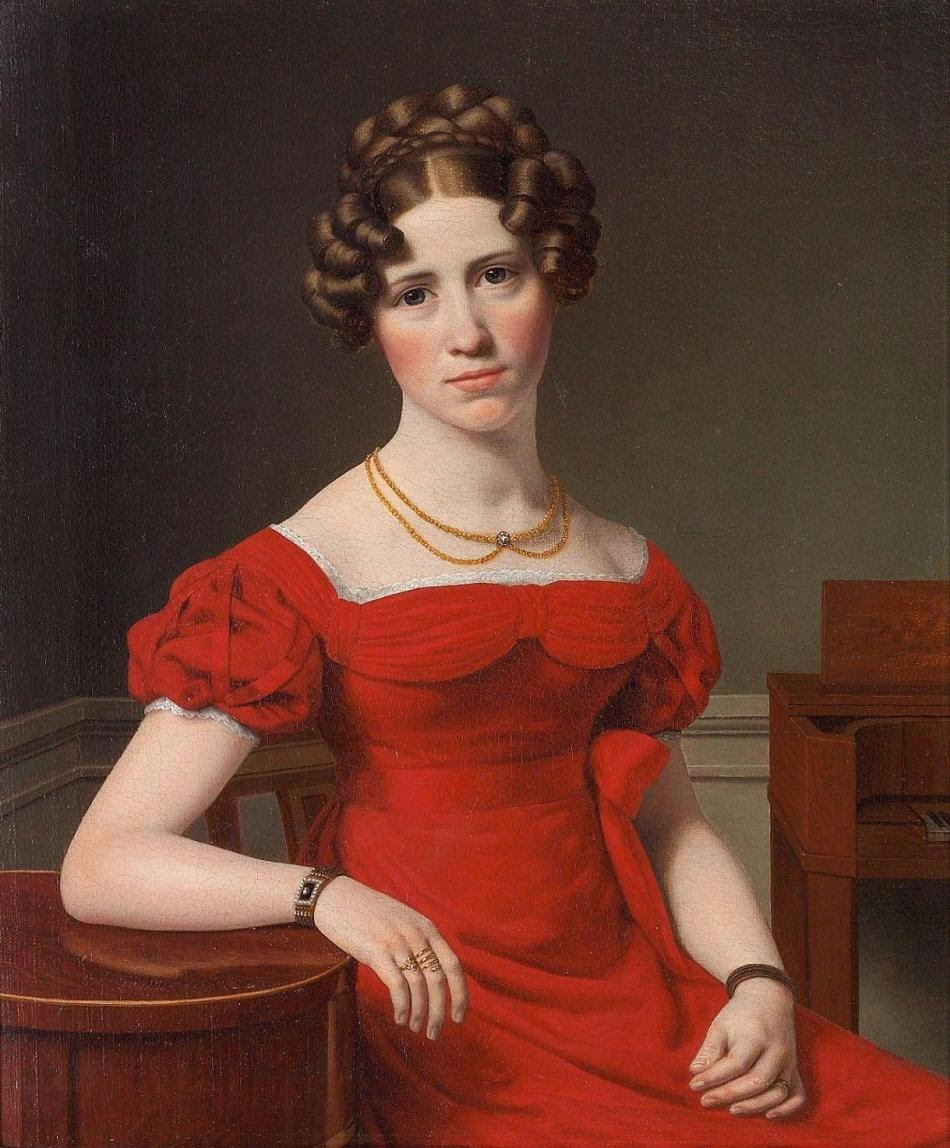
Louise Christiane Fugl

Forchhammer se casó dos veces. En 1826 se casó con Louise Christiane Fugl (1804-1831), hija del kancelliråd U. N. Fugl (1768 - 1817). Ella murió en 1831 y él se casó entonces con su hermanastra Emilie Mariane Fugl (1815 - 1882). Vivieron en la Casa del Profesor en Nørregade 8-10 de Copenhague desde 1833 y hasta su muerte en 1865.
El hijo de Forchhammer, Johannes Forchhammer (20 de marzo de 1827 – 18 de julio de 1908), único hijo de su primer matrimonio, fue lingüista y director de la Escuela de la Catedral de Aalborg y de la Herlufsholm. En su segundo matrimonio no tuvo hijos.
Forchhammer murió el 14 de diciembre de 1865 y está enterrado en el Cementerio de Assistens.

## Premios
Forchhammer fue miembro de la Real Academia Danesa de Ciencias y Letras desde 1825. Recibió la Orden de Dannebrog en 1939 y fue elegido Comendador de la Orden del Dannebrog en 1860.
Fue miembro de la American Philosophical Society en 1862.

## Obras escritas
- De mangano, 1820
- ‘’Danmarks Geognostiske Forhold‘’, in Universitetsprogram, 1835.
- Det nyere Kridt i Danmark, 1847.
- Lærebog i Stoffernes Almindelige Chemie, 1842.
- De enkelte Radikalers Almindelige Chemie, 1842 (textbook).
- Bornholm coal formations, 1836.
- De vigtigste Sætninger af den uorganiske Chemie, 1838.
- Bidrag til Skildringen af Danmarks geographiske Forforhold i deres Afhængighed af Landets indre geognostiske Bygning, 1858.
- Om Søvandets bestanddeleets og deres Fordeling i Havet, 1859.
- Almenfattelige Afhandlinger og Foredrag, 1869.
- Autobiography in Universitetes Program, noviembre de 1903.